# Lucile Gomez
Pour les articles homonymes, voir Gomez.
Lucile Gomez est une illustratrice et autrice de bande dessinée française née le 24 novembre 1980 à Bayonne.

## Biographie
Lucile Gomez est originaire de Bayonne et suit les cours de l'École nationale supérieure des arts appliqués et des métiers d'art Olivier-de-Serres (Paris). Après divers emplois peu gratifiants, elle travaille un temps pour le magazine Biomood et pour L'Écho des savanes ainsi que dans l'illustration avant de se consacrer à l'écriture.
En 2005, après son diplôme, elle lance avec des amies de promotion le fanzine numérique féministe Des Seins ; l'éditeur bordelais Le Cycliste repère le travail de Gomez et propose de le publier en album, favorablement accueilli sur BD Gest'. En 2008, Drugstore publie son album d'inspiration autobiographique, Les Fables de Belle Lurette,. Elle publie dans Kramix les aventures de Bretzelle et Baba, qui paraissent ensuite en album chez Le Lombard,. En 2010, elle entre en résidence artistique pour trois mois en amont du festival « Bulles en Hauts de Garonne ». En 2011, elle est marraine du Festiblog. En 2013, Bretzelle et Baba sont republiées en diptyque sous le titre Tea for two. En 2015, Delcourt publie Tout est possible mais rien n'est sûr. En 2015, collectant ses travaux parus dans Phosphore, l'éditeur Vraoum publie Bonjour l'angoisse : Mes années lycée,.
Après la naissance de son enfant, Lucile Gomez écoute les récits de mères qui ont vécu un accouchement médicalisé et compare avec la présentation de l'accouchement physiologique. Ces approches nourrissent un diptyque, La naissance en BD, dont le premier volume paraît en 2020 chez Mama éditions : Découvrez vos super pouvoirs !,. La même année, elle participe à la fondation de la maison d'édition participative Exemplaire.
Parmi ses influences, Lucile Gomez cite Claire Bretécher, André Franquin, Jean-Jacques Sempé, Bill Watterson et Frederik Peeters. Elle dessine au crayon avant de réaliser les couleurs par ordinateur.

## Œuvres
- Des seins, Le Cycliste, coll. Métro, 2006  (ISBN 2-352-73000-7)
- Les fables de Belle Lurette : c'est bon pour la morale, Vent des savanes, coll. Humour, 2008  (ISBN 978-2-35626-013-0)
- Bretzelle et Baba : Vous désirez ?, Le Lombard, 2011  (ISBN 978-2-8036-2888-9)
- Tea for two, Le Lombard
  1. Les filles faciles sont compliquées, 2013  (ISBN 978-2-8036-3320-3)
  2. Les hommes légers sont parfois lourds , 2013  (ISBN 978-2-8036-3277-0)
- Tout est possible mais rien n'est sûr, Delcourt, coll. « Mirages », 2015  (ISBN 978-2-7560-2491-2)
- Bonjour l'angoisse : Mes années lycée, Vraoum !, 2018  (ISBN 978-2-376-68012-3)
- Léa Bordier (scénario), Cher corps[17], Éditions Delcourt, 2019  (ISBN 978-2-413-01359-4)
- La naissance en BD, Mama éditions
  1. Découvrez vos super pouvoirs !, 2020  (ISBN 978-2-84594-248-6)
  2.  Amplifiez vos supers pouvoirs!, 2021  (ISBN 978-2-84594-284-4)
- L'été de mes 17 ans, collectif, Bayard Graphic', 2023
- Mes premières fois, Bayard Graphic', 2023
- Je veux tout, et un deuxième enfant, éditions Exemplaire, 2023